# کیسی شیماشکو
کِیسی شیماشکو (انگلیسی: Casey Siemaszko؛ زادهٔ ۱۷ مارس ۱۹۶۱) یک هنرپیشه اهل ایالات متحده آمریکا است. وی از سال ۱۹۸۳ میلادی تاکنون مشغول فعالیت بوده است.
پدر او لهستانی و از بازماندگان اردوگاه کار اجباری زاخسنهاوزن و مادرش انگلیسی بود. خواهر او، نینا شیماشکو، هنرپیشه سینما و تلویزیون است.

## گزیدهٔ آثار

### سینما
- دشمنان ملت (۲۰۰۹)
- لیمبو (۱۹۹۹)
- شبح (۱۹۹۶)
- ناپلئون (۱۹۹۵)
- پول شیر (۱۹۹۴)
- موش و آدم (۱۹۹۲)
- بازگشت به آینده قسمت ۲ (۱۹۸۹)
- اسلحه‌های جوان (۱۹۸۸)
- بازگشت به آینده (۱۹۸۵)
- ستایشگر پنهانی (۱۹۸۵)
- سکوت قلب (۱۹۸۴)

### تلویزیون
- ابتدایی (۲۰۱۲)
- یقه سفید (۲۰۱۲)
- لوئی (۲۰۱۲)
- قانون و نظم (۲۰۰۹–۱۹۹۶)
- قانون و نظم: واحد قربانیان ویژه (۲۰۰۷)

### بازی‌های ویدئویی
- اتومبیل‌دزدی بزرگ: سن آندریاس (۲۰۰۴)
- سرخپوست مرده: شش‌لول (۲۰۰۴)